# Station Durham
Durham is een spoorwegstation van National Rail aan de East Coast Main Line in Durham, de plaats Durham in Engeland. Het station is eigendom van Network Rail en wordt beheerd door London North Eastern Railway.